# Punto di aderenza
In topologia generale, un punto {\displaystyle x} è un punto di aderenza  ad un sottospazio di uno spazio topologico se è possibile trovare punti di questo sottospazio "arbitrariamente vicini" ad {\displaystyle x}. Si tratta di una nozione meno restrittiva di quella di punto di accumulazione.

## Definizione
Un punto {\displaystyle a} è aderente ad {\displaystyle A} se e solo se, comunque si prenda un intorno dell'elemento {\displaystyle a}, l'intersezione dell'intorno con l'insieme {\displaystyle A} è sempre non vuota. 
Ovvero, {\displaystyle a} è un punto di aderenza per {\displaystyle A} se e solo se {\displaystyle a} è un punto di accumulazione per {\displaystyle A} o è un punto isolato di {\displaystyle A}. 

### Spazi topologici
Un punto {\displaystyle x_{0}} appartenente ad uno spazio topologico {\displaystyle (X,T)} è detto punto di aderenza (o punto di chiusura) per un sottoinsieme {\displaystyle S} di {\displaystyle X} se ogni aperto contenente {\displaystyle x_{0}} interseca {\displaystyle S}. In simboli:
{\displaystyle \forall A\in T,x_{0}\in A:A\cap S\not =\varnothing .}

### Spazi metrici
In uno spazio metrico, se si considera la topologia naturalmente indotta dalla metrica, la definizione è equivalente alla richiesta seguente.
{\displaystyle \forall r>0:B(x_{0},r)\cap S\not =\varnothing ,}
dove con {\displaystyle B(x_{0},r)} si indica la palla di raggio {\displaystyle r} e centro {\displaystyle x_{0}}. Non ne consegue (come nel caso dei punti di accumulazione) che in ogni palla vi siano infiniti punti di {\displaystyle S}.

## Differenza con i punti di accumulazione
Tutti i punti di accumulazione di {\displaystyle S} sono anche aderenti ma non è valido il viceversa. Non è richiesto infatti che ogni intorno di {\displaystyle x_{0}} intersechi {\displaystyle S} in punti diversi da {\displaystyle x_{0}}. L'intersezione non vuota può essere garantita dallo stesso punto, purché appartenente a {\displaystyle S}.
Ne consegue che tutti i punti di {\displaystyle S} sono aderenti in {\displaystyle S}, anche quando non sono di accumulazione. In tale ultimo caso si parla di punti isolati.

## Chiusura di un insieme
L'insieme dei punti di aderenza di {\displaystyle S} è detto chiusura (o aderenza) di {\displaystyle S}.